# 重兴塔
重兴塔，位于山东省济宁市邹城市城区，是一座宋代佛塔，1985年公布为济宁市重点文物保护单位，2006年公布为山东省文物保护单位，2013年5月公布为全国重点文物保护单位。

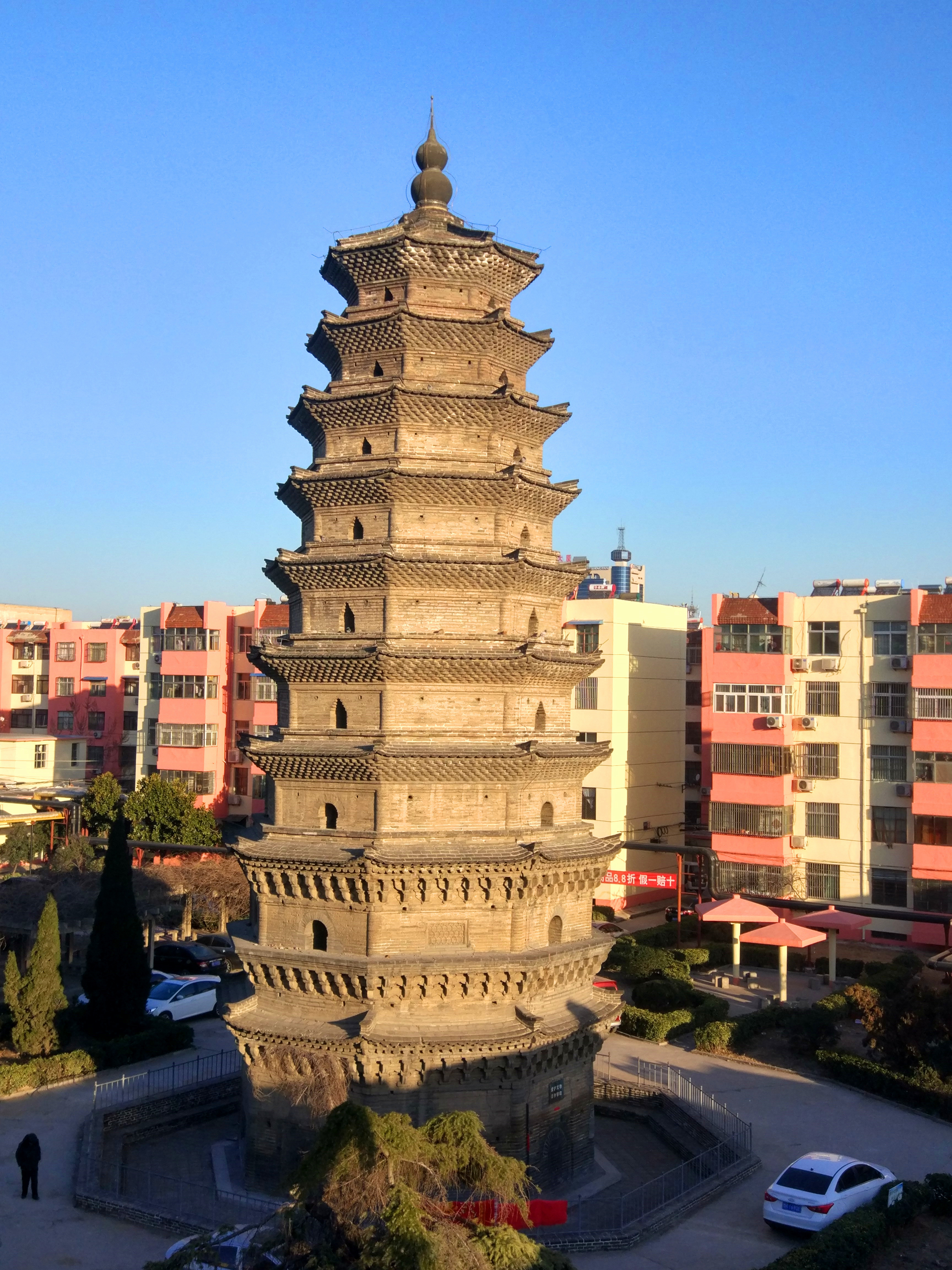

重兴塔始建于北宋初年，为楼阁式砖塔，平面八角，九层，高27.4米。